# Zemo Natanebi
Zemo Natanebi – wieś w Gruzji, w regionie Guria, w gminie Ozurgeti. W 2014 roku liczyła 1174 mieszkańców.